# Bitva o Manilu (1945)
Bitva o Manilu bylo vojenské střetnutí mezi Američany a Japonci, které probíhalo od 3. února 1945 do 3. března téhož roku. Bojovalo se o hlavní město Filipín Manilu, které se důsledkem bojů stalo druhým nejzničenějším městem druhé světové války. Jednalo se o jednu z nejurputnějších bitev války v Tichomoří. Během mimořádně krutých bojů padla celá japonská posádka v Manile, čítající více než 14 000 vojáků a námořníků, 1010 amerických a filipínských vojáků a více než 100 000 filipínských civilistů. Město nakonec padlo po dvouměsíčním boji do amerických rukou. Bitva definitivně rozhodla o výsledku Filipínského tažení.
Manila byla od začátku plánování tažení na Filipínách hlavním cílem americké 6. armády generála Waltera Kruegera, která měla ovládnout největší ostrov Filipín Luzon, na němž se město nachází. Vrchní japonský generál na Filipínách Tomojuki Jamašita původně plánoval jen symbolický odpor a potom stažení japonské posádky z Manily, za účelem zachování sil a zabránění úplnému zničení města. Generál japonské posádky Iwabuči Sandži se však rozhodl ignorovat Jamašitovy rozkazy a vést boj do posledního muže. Toto rozhodnutí mělo za následek dva měsíce krvavých bojů, během kterých zahynul velký počet vojáků a přes 100 000 civilistů, většinou v důsledku vystupňované japonské brutality. Z japonské posádky nezbyl jediný muž. Ztráta více než 14 000 vojáků znamenala pro generála Jamašitu konec nadějím, že by se mu podařilo Američany na Luzonu zastavit. Přesto se Jamašitovi vojáci na severu Luzonu vzdali až v srpnu 1945 po svržení atomových bomb na Hirošimu a Nagasaki.